# SNCASO SO.6020 Espadon
Pour les articles homonymes, voir Espadon (homonymie).
Le SNCASO Espadon est un prototype d'intercepteur français. En 1953, l'Espadon fut le deuxième avion européen à passer le mur du son et le premier en palier. Plusieurs versions furent construites ou reconstruites sous les dénominations SO.6020, SO.6021, SO.6025 et SO.6026. L'avion sous-motorisé n'entra jamais en service, le Dassault Ouragan lui fut préféré. Il fut alors utilisé pour la mise au point de moteurs du SO.9000 Trident et des études aérodynamiques en régime transsonique.

## Développement

### SO.6020
Dans l'immédiat d'après-guerre, l'armée de l'air cherchait à rattraper le retard pris avec les années d'occupation. C'est ainsi qu'elle publia le 25 mars 1946 une fiche programme pour un « chasseur d'interception et d'assaut ». Le cahier des charges était le suivant : l'avion devait avoir une vitesse supérieure à 900 km/h à 10 000 m, être doté d'une autonomie permettant une montée à 10 000 m au régime de surcharge, une heure de vol à 10 000 m dont les trois quarts au régime de croisière et un quart au régime de surcharge ; il devait être capable de décoller en moins de 1 200 m. Son armement devait être composé de 6 canons HS-404 de 20 mm ou de 4 canons de 30 mm avec des munitions pour 10 s de tir, il devait aussi pouvoir emporter des roquettes sous les ailes. Son blindage avant et arrière devait pouvoir encaisser des balles de 12,7 mm. C'est ainsi qu'un marché fut passé le 28 juin 1946 (no 5037/46) avec la SNCASO pour les études préliminaires, des maquettes et trois prototypes désignés SO.6020. L'un des prototypes au moins devait être motorisé par un turboréacteur français Rateau-Anxionnaz GTS-65 mais comme celui-ci ne fut pas prêt à temps, les appareils furent équipés de Rolls-Royce Nene construits sous licence par Hispano-Suiza. L'Espadon fut dessiné par Lucien Servanty autour d'un volumineux fuselage destiné à recevoir, l'armement, tout le carburant, le moteur et tous les équipements, sur lequel étaient montées des ailes en flèche en position médiane. Le moteur était alimenté en air par une entrée d'air ventrale.
Le projet enthousiasmait les services officiels qui envisageaient en octobre 1946 de commander 230 appareils et même 355 un an plus tard. La production à raison de 20 appareils par mois devait s'étaler jusque fin 1951. En septembre 1947, l’Armée de l’air constate que les performances offertes par le modèle ne répondent pas à ses attentes car il est trop lourd, manque de maniabilité et nécessite des pistes excessivement longues. Le colonel Georges Grimal, chef du Bureau des programmes du matériel de l’armée de l’air, déclare alors qu'il conduit à une impasse : « Nous étions très ennuyés avec le SO-6020 particulièrement par l’entrée d’air du réacteur placée en dessous du fuselage. Au décollage, la roue avant envoyait dans la prise d’air de petits cailloux qui endommageaient le réacteur. Il n’y avait guère de solutions possibles sauf à reconcevoir l’avion entièrement ». Le 14 octobre 1947, l’avion-fusée américain Bell X-1 piloté par Charles Yeager, largué par un bombardier au-dessus d’un lac asséché de la Californie, dépasse pour la première fois le mur du son en atteignant Mach 1,06. À partir de 1948, des doutes concernant les performances en vitesse ascensionnelle virent le jour et le financement des 100 premiers appareils fut ajourné. La marine envisagea de commander un prototype d'une version embarquée pour étudier les  problèmes liés à l'embarquement d'appareils à réaction, mais finalement une telle version ne vit jamais le jour.
Le premier vol du prototype no 1 devait intervenir contractuellement le 31 mars 1948, cependant en raison de retard de livraison des équipements radio, il ne vola que le 12 novembre 1948 avec Daniel Rastel aux commandes. Les essais révélèrent que les qualités de vol étaient convenables bien que les commandes aient été considérées un peu lourdes et qu'un problème de stabilité nécessitait d'augmenter la surface de la dérive. Par ailleurs bien que l'avion n'était pas complet (l'armement et la pressurisation de l'habitacle n'étaient pas encore installés), il se révéla extrêmement sous-motorisé. En vol en palier les performances exigées étaient à peu près atteintes mais dans les phases de décollage, d'accélération et de montée elles étaient très insuffisantes. Les essais permirent aussi de mettre en évidence des problèmes concernant l'entrée d'air ventrale : celle-ci était moins efficace que prévu d'un point de vue aérodynamique et surtout sa position dans l'axe de la roue avant augmentait la possibilité d'ingestion de débris.
En mars 1949, il apparut évident que l'Espadon ne pourrait pas remplir la mission d'intercepteur qui devait lui être confiée, les services officiels se tournèrent donc vers le Dassault Ouragan et le SNCASE Mistral.
Le second prototype devait contractuellement faire son premier vol le 15 septembre 1948 mais des modifications importantes effectuées à la suite des essais du no 1 le retarda de plus d'un an. Ainsi c'est seulement le 16 septembre 1949 que Jacques Guignard le fit décoller. Afin de corriger les problèmes posés par l'entrée d'air ventrale, celle-ci fut remplacée par des ouïes latérales type « NACA » censées aspirer l'air pour alimenter le réacteur grâce à des ailettes. Malgré de longs essais de mise au point, il apparut qu'elles étaient insuffisantes pour fournir l'air nécessaire au réacteur. Des entrées d'air saillantes furent envisagées mais ne furent jamais installées car elles auraient augmenté la traînée aérodynamique.
Entretemps, le prototype no 1 fut endommagé le 1er décembre 1949, quand, à la suite d'une défaillance du circuit électrique, il se posa train non verrouillé, l'avion s'affaissa et termina sa course sur le ventre. Il fut alors réparé et amené au standard du prototype no 2. Le no 2 continua donc les essais prévus sur le no 1 en plus des siens jusqu'en février 1951 où il fut décidé de le modifier en SO.6026.
Le troisième prototype fut très tôt destiné à devenir une version de reconnaissance à la suite de l'abandon du VB.10 au printemps 1948. Il reçut alors des caméras dans le nez. Cependant l'Ouragan fut jugé tout aussi capable d'effectuer ces missions, et celui-ci était déjà produit en série, il fut donc transformé en SO.6025 avant d'effectuer son premier vol.

### SO.6021

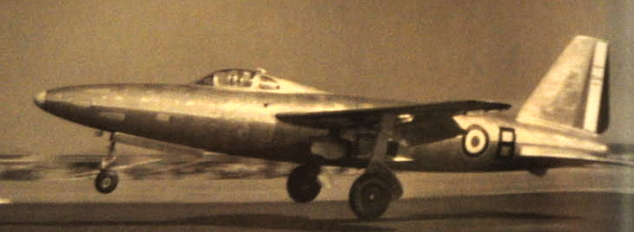
Le SO.6021.

Dès 1947, il semblait évident que l'Espadon était trop lourd pour être un intercepteur efficace, de plus il semblait possible d'en faire une version de chasse tous temps. La SNCASO dans l'espoir de remporter des commandes proposa alors à l'armée de l'air une version plus légère avec une surface alaire augmentée qui fut baptisée SO.6021. Un prototype fut commandé par avenant au contrat initial.
Cette version voyait sa surface alaire passer à 26,5 m2. La taille de l'habitacle avait été réduite et la verrière était abaissée, la dérive avait été agrandie et simplifiée, le train d'atterrissage était renforcé. Il conservait l'armement du SO.6020 constitué de 6 canons de 20 mm ainsi que les entrées d'air type « NACA » du second prototype. L'appareil était équipé de servo-commandes Jacottet-Leduc sur les trois axes dont il servit à la mise au point, et devait recevoir dans le nez un radar ou un détecteur infrarouge. Au total l'avion avait été allégé de 700 kg.
Le SO.6021 effectua son premier vol le 3 septembre 1950 piloté par Jacques Guignard. Il servit principalement à des essais aérodynamiques. Ainsi en juillet 1951, l'État lança un contrat (no 2158/51) concernant les recherches sur le Mach limite. Le prototype du SO.6021 – ainsi que les deux prototypes du SO.6020 – participa à l'exploration systématique du domaine subsonique élevé. Lors de ces essais il atteignit Mach 0,96 en léger piqué – à l'époque aucun avion français n'avait passé le mur du son. Il participa à plusieurs études visant à tester différentes motorisations dont en particulier celle du SO.9000 Trident.
En 1951, la SNCASO proposa à l'armée de l'air une version d'appui aérien optimisée pour le vol à basse altitude. L'appareil aurait été remotorisé avec un Rolls-Royce Tay avec postcombustion. Côté armement, il devait recevoir deux canons HS-603 de 30 mm et des roquettes. L'armée de l'air ne donna pas suite à cette proposition.
Le 5 juillet 1951, le marché no 5037/46 fut liquidé mettant ainsi fin à toute possibilité d'en faire un avion d'armes. En septembre 1951, des pilotes américains effectuèrent plusieurs vols sur le SO.6021 : il jugèrent que l'appareil possédait de bonnes qualités de vol et était une bonne plate-forme de tir mais que son manque de confort, son train d'atterrissage trop compliqué et surtout sa sous-motorisation étaient vraiment problématiques. Il leur sembla qu'il ne servait à rien de s'acharner à tenter de l'améliorer.
Cependant deux marchés (no 2324/51 et no 4131/52) furent passés en 1951 pour transformer les prototypes SO.6021 et SO.6020 no 1 en bancs d'essais moteurs. Il reçurent ainsi des turboréacteurs légers Turbomeca Marboré II en bout d'ailes qui étaient destinés au programme d'intercepteur de 1953. Par la suite il fut envisagé de les équiper de Marboré III et de Rolls-Royce Viper produits sous licence par Dassault mais finalement en juillet 1955 il fut décidé d'installer des Turbomeca Gabizo. Cependant quand le programme prit fin en 1956, le SO.6021 n'avait alors volé qu'avec une installation asymétrique composé d'un Gabizo et d'un Marboré.

### SO.6025

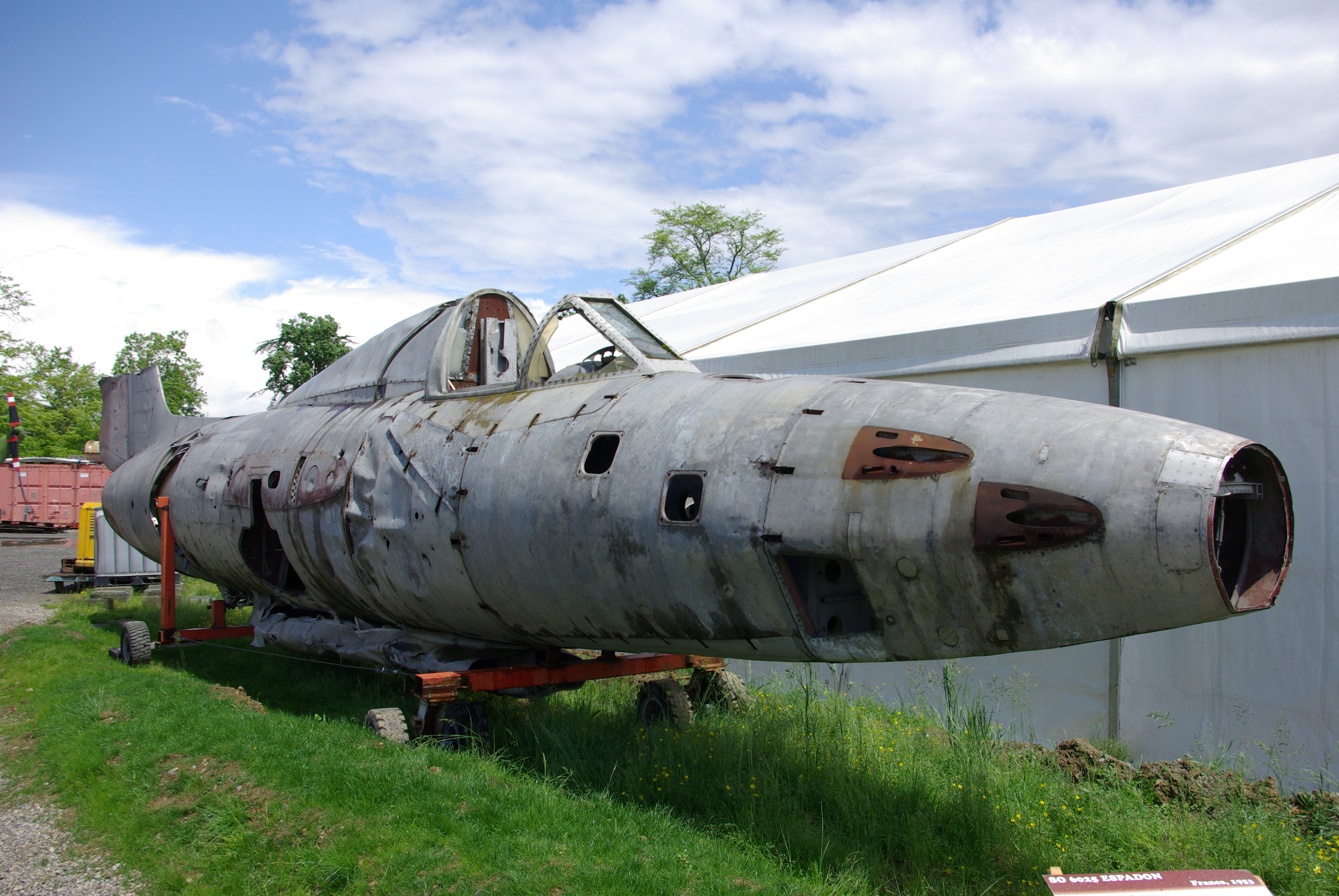
Seul exemplaire de l'Espadon qui a été conservé. Ici le SO.6025 aux Ailes Anciennes Toulouse.

Le SO.6025 était donc en fait le troisième prototype du SO.6020 qui fut transformé avant son premier vol. Il possédait les mêmes ailes que le second prototype. Il fut équipé d'un moteur-fusée SEPR 25 installé sous le ventre de l'appareil derrière la prise d'air du réacteur ; son réservoir d'acide nitrique était largable et permettait une combustion de trois minutes et demi. Il effectua son premier vol sans moteur-fusée le 28 décembre 1948. En 1951 le marché no 2316/51 fut passé pour expérimenter les fusées à carburant liquide sur le SO.6025 et le second SO.6020 devenu SO.6026. Il effectua son premier vol avec moteur-fusée le 10 juin 1952 après avoir subi différentes modifications telles que l'installation de servocommandes, de nouveaux aérofreins et d'un siège éjectable SNCASO à la place du Heinkel.
Le 15 décembre 1953, Charles Goujon lui fit franchir le mur du son en vol horizontal,. Bien que non officielle, cette performance fit de l'Espadon le premier appareil supersonique européen. Par la suite, entre 1954 et 1955, il servit principalement à la mise au point du moteur principal du SO.9000 Trident, diminuant ainsi le programme d'essais de celui-ci. Il fut arrêté de vol en 1955.
Il servit ensuite de cible sur le champ de tir de Suippes. Il fut récupéré en 1971 par les Ailes Anciennes Alsace puis transféré aux Ailes Anciennes Toulouse en 1987 où il est conservé.

### SO.6026
En 1951 le second SO.6020 fut transformé en SO.6026. Il reçut alors un moteur-fusée SEPR 251 sous l'arrière du fuselage, la tuyère se situant au même niveau que celle du réacteur. Ses réservoirs d'acide nitrique étaient placés en extrémité d'ailes. L'appareil une fois modifié vola le 15 octobre 1951 mais à cause d'une longue mise au point au sol il n'effectua son premier vol avec moteur-fusée allumé que le 28 mars 1953. Il participa aussi à la mise au point des moteurs du Trident puis fut définitivement arrêté au début 1955.

## Caractéristiques
L'Espadon était un appareil à réaction à ailes médianes et train d'atterrissage tricycle rétractable. Le fuselage était composé de trois parties : La partie avant était composée d'une poutre supportant l'armement, le train d'atterrissage avant et la cabine pressurisée. La partie centrale était constituée de trois cadres forts assurant la jonction avec les autres tronçons et reprenant les efforts des ailes et du moteur, elle abritait aussi les réservoirs de carburant. La partie arrière de type coque portait les empennages. Des plaques de blindage devaient protéger le poste de pilote et le moteur.
La voilure boulonnée au fuselage avait été installée en position médiane car cela réduisait les perturbations aérodynamiques. Elle avait un allongement de 4,5, un dièdre positif de 5° et une flèche de 30° à 25 % de la corde. Elles accueillaient les fixations du train d'atterrissage et les saumons pouvaient être remplacés par des réservoirs marginaux de 400 litres. Le bord de fuite recevait des volets à fentes ainsi que les aérofreins.
Le train d'atterrissage avant se repliait vers l'arrière sous le bâti avant. Le train principal s'escamotait vers l'intérieur, les roues pivotaient de 90° avant de rentrer dans les flanc du fuselage.
Le moteur Rolls-Royce Nene de 2 270 kgp était fixé au fuselage central par un bâti en tube. Il était alimenté en air par une entrée d'air située sous le fuselage sur le prototype no 1 et le SO.6025 tandis que sur le second prototype et le SO.6021 l'alimentation en air se faisait par des ouïes latérales situées sous l'arrière des ailes. Les cinq réservoirs souples situés dans le fuselage avaient une contenance totale de 2 600 litres (sans les bidons marginaux). Les SO.6025 et SO.6026 recevaient en plus un moteur-fusée SEPR 25 ou SEPR 251 de 1 500 kgp fonctionnant à l'acide nitrique et au TX (mélange de triéthylamine et de xylidine) et dont les pompes étaient actionnées par le moteur de l'avion.
Côté armement, l'équipement prévu à l'origine comprenait 4 canons lourds de 30 mm et 4 mitrailleuses de 12,7 mm. Par la suite on envisagea l'installation soit de seulement 4 canons de 30 mm soit de 6 canons HS-404 de 20 mm ou de 6 mitrailleuses HS-420 de 15 mm. Cet armement pouvait être complété par un radar de tir ou remplacé par des caméras de reconnaissance.

## Dans la culture populaire
En 1946, l'année du lancement du projet, Edgar P. Jacobs créé une bande dessinée intitulée Le Secret de l'Espadon. L'Espadon en question est un avion de combat à réaction, ultra-moderne, au fuselage particulièrement effilé. Il présente toutefois quelques différences par rapport au vrai SO.6020 : le nez est exagérément pointu, et l'avion n'est pas conçu comme chasseur mais comme bombardier armé de missiles. Là où la technologie existante cède la place à la pure science-fiction, c'est que l'avion est capable de changer de milieu, et d'être lancé sous l'eau pour surgir à la surface. Même de nos jours, seuls les missiles lancés depuis un sous-marin en sont capables, et aucun engin habité.

## Préservation
Il reste peu de choses des prototypes de l'Espadon. Le fuselage du SO.6025, retrouvé sur le champ de tir de Suippes, est exoposé aux Ailes Anciennes Toulouse depuis 1987. Un moteur SEPR 25 est présenté au musée SAFRAN à Réau.

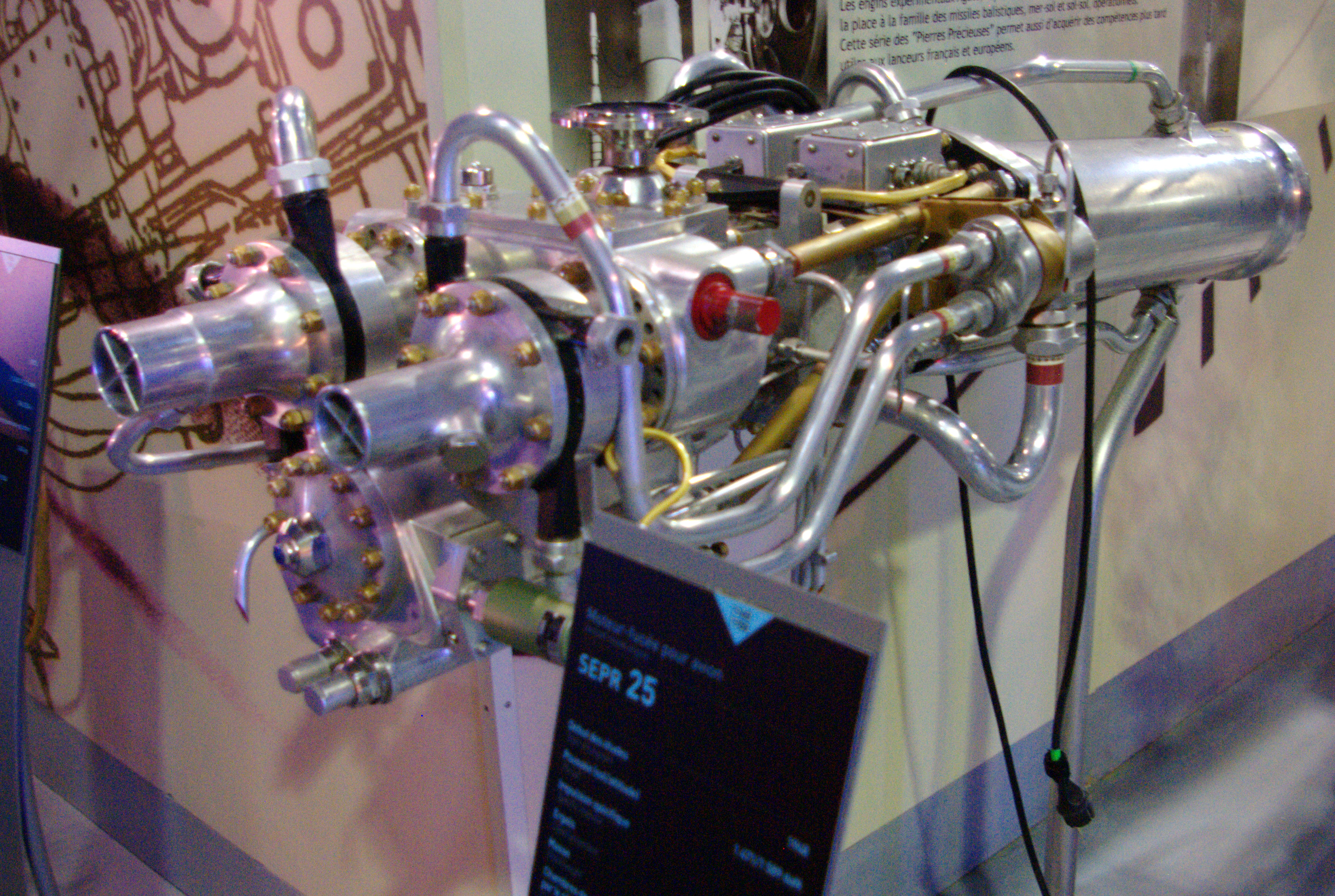
SEPR 25 propulsant le SO.6025 exposé au musée SAFRAN.

## Sources
- Jean Cuny, Les Avions de combat français : 1944 – 1960, t. I : Chasse – Assaut, Paris, Éditions Larivière, coll. « Docavia » (no 28), 1988, 289 p., p. 50-59
- capitaine Sylvain Champonnois, « Le SO-6020 Espadon, prototype d'avion de chasse à réaction français », Air Actualités, no 716,‎ novembre 2018, p. 58-61.